# Île Grosvenor
L'île Grosvenor est une île de l'archipel arctique canadien au Nunavut au Canada. Elle fait partie du groupe de Findlay des îles de la Reine-Élisabeth et est située au sud-est de l'île Edmund-Walker et au nord-ouest de l'île Patterson.